# Лоуер Лејк (Калифорнија)
Лоуер Лејк (енгл. Lower Lake) насељено је место без административног статуса у америчкој савезној држави Калифорнија.

## Демографија
По попису из 2010. године број становника је 1.294, што је 461 (-26,3%) становника мање него 2000. године.
| Група             | 2000.         | 2010.       |
| Белци             | 1.424 (81,1%) | 956 (73,9%) |
| Афроамериканци    | 30 (1,7%)     | 20 (1,5%)   |
| Азијати           | 11 (0,6%)     | 13 (1,0%)   |
| Хиспаноамериканци | 194 (11,1%)   | 219 (16,9%) |
| Укупно            | 1.755         | 1.294       |